# MitraClip

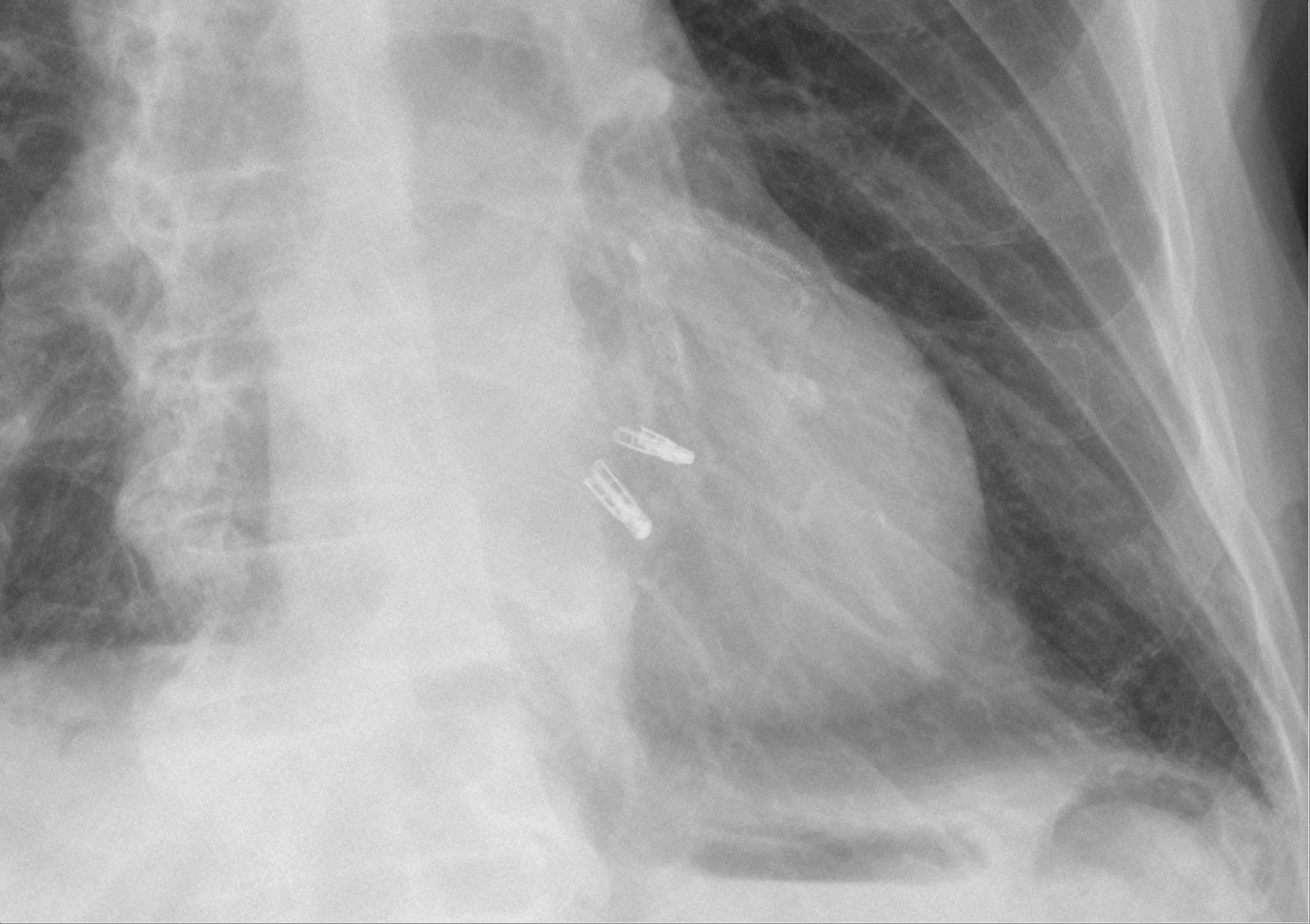
Obraz RTG przedstawiający dwa urządzenia MitraClips umieszczone w sercu

MitraClip – mało inwazyjna metoda leczenia niedomykalności zastawki mitralnej stosowana u osób, u których niewskazana jest standardowa metoda chirurgiczna na otwartym sercu.
Po raz pierwszy wszczepiono MitraClip w roku 2003, a w roku 2013 amerykańska Agencja Żywności i Leków dopuściła tę metodę do powszechnego stosowania. Pierwsze polskie doświadczenia w zastosowaniu metody MitraClip zostały opublikowane w roku 2010. MitraClip zbudowany jest z chromu i kobaltu i pokryty poliestrem w celu przyśpieszenia wzrostu otaczającej go tkanki. Skonstruowany został przez firmę Abbott Laboratories.

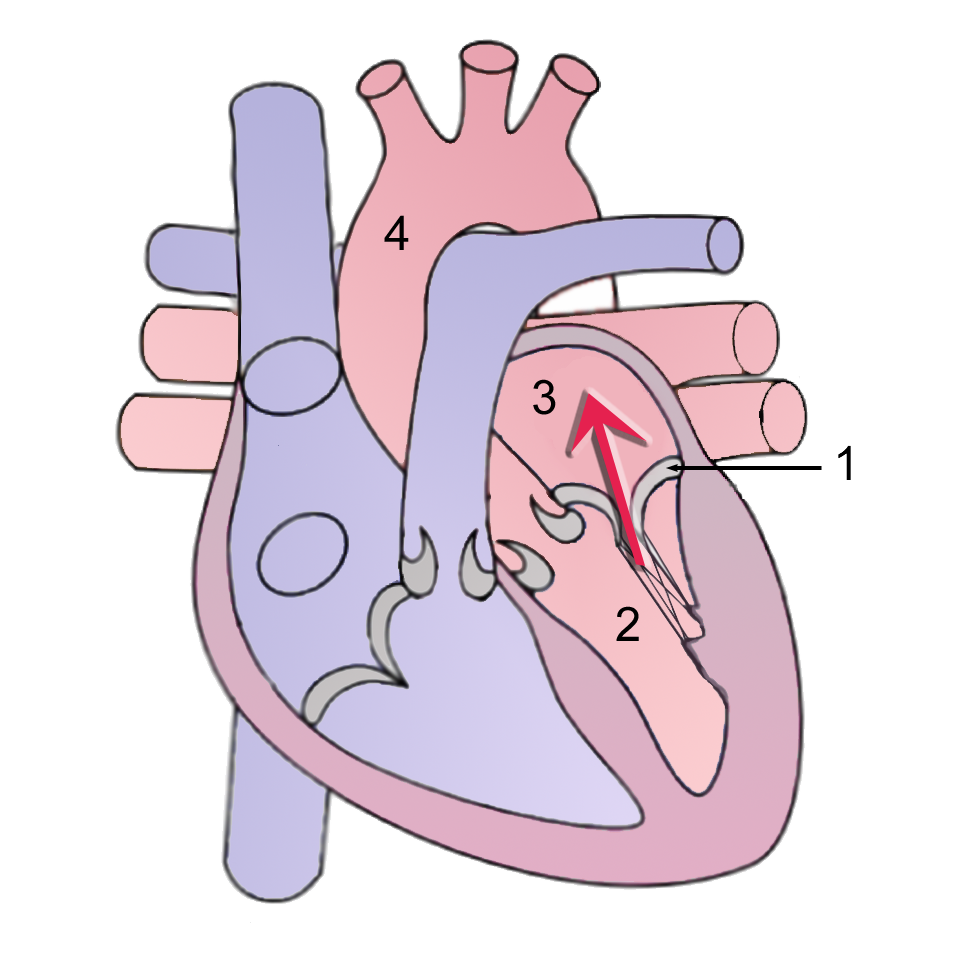
Schemat niedomykalności zastawki mitralnej
Strzałka wskazuje kierunek wstecznego przepływu krwi z lewej komory do lewego przedsionka podczas skurczu
1 – zastawka mitralna
2 – lewa komora
3 – lewy przedsionek
4 – aorta

## Procedura
W znieczuleniu ogólnym cewnik z systemem MitraClip wprowadza się przez żyłę udową i żyłę główną górną do prawego przedsionka serca, a następnie przebijając przegrodę międzyprzedsionkową do lewego przedsionka serca. Cewnik ustawiany jest osiowo w ujściu mitralnym, a następnie zapinka przesuwana jest do lewej komory, poniżej płatków zastawki mitralnej. Po potwierdzeniu prawidłowego ustawienia systemu MitraClip płatki zastawki schwytane zostają przez ramiona zapinki, co powoduje zmniejszenie się niepożądanego wstecznego przepływu krwi z lewej komory do lewego przedsionka.
Zabieg wymaga ścisłej współpracy grupy specjalistów, kardiologa inwazyjnego, echokardiografisty, anestezjologa, kardiochirurga.

## Wskazania i skuteczność urządzenia
Standardową metodą leczenia niedomykalności zastawki mitralnej jest operacja kardiochirurgiczna, podczas której przeprowadza się wymianę zastawki lub stosuje się zabieg naprawczy. Operacja kardiochirurgiczna, będąc metodą z wyboru względu na skuteczność w długim przedziale czasowym, jest jednak ciężkim, inwazyjnym zabiegiem i dlatego nie jest wskazana dla wszystkich pacjentów, w szczególności u osób ze schorzeniami wątroby, po operacjach na klatce piersiowej, powyżej 75. roku życia.
MitraClip jest wskazany dla wybranej grupy pacjentów, których stan zdrowia nie pozwala na przeprowadzenie chirurgicznej operacji zastawki mitralnej. Jest zabiegiem skutecznym i pozwala na zmniejszenie stopnia niedomykalności zastawki mitralnej, na polepszenie stanu zdrowia fizycznego i psychicznego pacjenta, jakości życia oraz skrócenie okresu rehabilitacji w porównaniu z operacją na otwartym sercu. MitraClip stosuje się u wybranych pacjentów z ciężką postacią kardiomiopatii przerostowej ze zwężeniem drogi odpływu lewej komory.

## Powikłania
- Częściowe odłączenie zapinki MitraClip[11]